# Titularerzbistum Colossae
Colossae/Rhodes ist ein Titularerzbistum der römisch-katholischen Kirche.
Es geht zurück auf ein früheres Bistum der gleichnamigen antiken Stadt in der kleinasiatischen Landschaft Phrygien im Westen der heutigen Türkei. 
| Titularerzbischöfe von Colossae/Rhodes |                                                 |                                                                              |                    |                   |
| Nr.                                    | Name                                            | Amt                                                                          | von                | bis               |
| 1                                      | Ascanio Piccolomini                             | Koadjutorerzbischof von Siena (Italien)                                      | 3. Juli 1579       | 1588              |
| 2                                      | Giuseppe Ferrerio                               | Koadjutorerzbischof von Urbino (Italien)                                     | 15. März 1593      | 1597              |
| 3                                      | Giovanni Garzia Millini (Mellini)               | Apostolischer Nuntius                                                        | 1. Juni 1605       | 7. Februar 1607   |
| 4                                      | Guido Bentivoglio d’Aragona                     |                                                                              | 14. Mai 1607       | 11. Juli 1622     |
| 5                                      | Ascanio Gonzaga                                 |                                                                              | 6. Juli 1722       |                   |
| 6                                      | Pietro Colonna Pamphili                         |                                                                              | 28. Januar 1760    | 1. Dezember 1768  |
| 7                                      | Orazio Mattei                                   |                                                                              | 28. September 1767 |                   |
| 8                                      | Alberto Maria Capobianco OP                     | emeritierter Erzbischof von Reggio Calabria (Italien)                        | 18. Juni 1792      | 7. Februar 1793   |
| 9                                      | Giovanni Giuseppe Canali                        | emeritierter Bischof von Ferentino (Italien)                                 | 24. Januar 1842    | 24. April 1845    |
| 10                                     | Alessandro Macioti                              | Apostolischer Nuntius in der Schweiz                                         | 26. September 1845 | 18. Januar 1859   |
| 11                                     | Charles-Amable de la Tour d’Auvergne Lauraguais | Koadjutorerzbischof von Bourges (Frankreich)                                 | 22. Juli 1861      | 10. Dezember 1861 |
| 12                                     | Antonio Rossi Vaccari                           |                                                                              | 25. Juni 1866      | 22. November 1874 |
| 13                                     | Antonio Maria Grasselli OFMConv                 |                                                                              | 22. Dezember 1874  | 19. Juni 1899     |
| 14                                     | Heinrich Marx                                   | Weihbischof in Breslau (heute Polen)                                         | 11. März 1900      | 28. August 1911   |
| 15                                     | Giovanni Maria Zonghi                           | Präsident der Päpstlichen Diplomatenakademie                                 | 5. Dezember 1914   | 8. August 1941    |
| 16                                     | Giovanni Costantini                             | emeritierter Bischof von Luni oder La Spezia, Sarzana und Brugnato (Italien) | 26. Juli 1943      | 17. Mai 1956      |
| 17                                     | Ismaele Mario Castellano OP                     | emeritierter Bischof von Volterra (Italien)                                  | 3. August 1956     | 6. Juni 1961      |
| 18                                     | Cesare Zerba                                    | Kurienerzbischof                                                             | 28. August 1962    | 22. Februar 1965  |